# Carmen Martín
Carmen Dolores Martín Berenguer, född 29 maj 1988 i Roquetas de Mar, är en spansk handbollsspelare (högersexa). Hon har spelat över 200 landskamper och gjort närmare 800 mål för Spaniens landslag. Hon representerar sedan 2022 svenska IK Sävehof.

## Klubblagskarriär
Carmen Martín spelade för CB Mar Alicante fram till 2010. Sedan flyttade hon till SD Itxako, som hon blev spansk mästare med 2011 och 2012. Inför säsongen 2012/13 anslöt hon till den slovenska klubben RK Krim, med vilken hon vann mästerskapet och cupen 2013 och 2014.
Från sommaren 2014 spelade hon för rumänska klubben CSM Bukarest, med vilken hon vann mästerskapet 2015, 2016 och 2017, rumänska cupen 2016 och 2017 och Champions League 2016.
Inför säsongen 2017/18 flyttade hon till den franska OGC Nice. Två säsonger senare återvände hon till CSM Bukarest.
Under hennes andra sejour i CSM Bukarest vann Martín det rumänska mästerskapet 2021. Med IK Sävehof blev hon Svensk cupmästare 2023 och vann även SM-guld samma år. Hon upprepade detta 2024. Hon avslutade karriären 2024.

## Landslagskarriär
Martíns första stora internationella merit var silver i EM 2008 i Makedonien (nuvarande Nordmakedonien). Vid VM 2011, där Spanien tog brons, blev hon uttagen till All Star-laget. Hon vann en bronsmedalj med Spanien även vid OS 2012 i London.
Vid EM 2014 tog Martín silver och blev åter uttagen i All Star-laget. Vid EM 2018 blev hon uttagen i All Star-laget. Med det spanska laget deltog hon också under sommaren 2021 vid OS i Tokyo.
Martín deltog även vid VM 2021 på hemmaplan. Hon blev uttagen i All Star-laget även denna gång.

## Individuella utmärkelser
- All-Star högersexa i VM: 2011, 2021
- All-Star högersexa i EM: 2014, 2016, 2018
- All-Star högersexa i Champions League: 2017